# Peter Crombie
Peter Crombie (* 26. Juni 1952 in Chicago; † 10. Januar 2024 in Palm Springs) war ein US-amerikanischer Schauspieler.

## Leben
Peter Crombie war ab dem Jahr 1987 als Schauspieler tätig. Er wirkte im Laufe seiner Karriere in mehr als 30 Film-und-Fernsehproduktionen mit. Der 1,88 m große Crombie war dabei oftmals in einer Nebenrolle besetzt. Neben seiner Tätigkeit als Schauspieler war er auch einige Jahre lang als Drehbuchautor und als Filmeditor aktiv.
Crombie war geschieden. Er starb am 10. Januar 2024 nach kurzer, schwerer Krankheit im Alter von 71 Jahren.

## Deutsche Synchronstimmen
In der deutschen Synchronfassung hatte Crombie keinen Stammsprecher und wurde unter anderem von Kaspar Eichel, Bodo Wolf, Joachim Tennstedt, Klaus-Dieter Klebsch, Helmut Gauß oder Bernd Rumpf synchronisiert.

## Filmografie (Auswahl)
- 1987: Spenser (Fernsehserie, 1 Folge)
- 1988: Ein Grieche erobert Chicago (Fernsehserie, 1 Folge)
- 1988: Der Blob
- 1989: Geboren am 4. Juli
- 1989: Jung und Leidenschaftlich – Wie das Leben so spielt (Fernsehserie, 1 Folge)
- 1990: 24 Stunden in seiner Gewalt
- 1991: The Doors
- 1991: Law & Order (Fernsehserie, 1 Folge)
- 1992–1993: Seinfeld (Fernsehserie, 5 Folgen)
- 1993: Die Wiege der Sonne
- 1993: Star Trek: Deep Space Nine (Fernsehserie, 1 Folge)
- 1993: Nachtschicht mit John (Fernsehserie, 1 Folge)
- 1994: Diagnose: Mord (Fernsehserie, 1 Folge)
- 1994: L.A. Law – Staranwälte, Tricks, Prozesse (Fernsehserie, 1 Folge)
- 1995: Safe
- 1995: Sieben
- 1996: Grace (Fernsehserie, 1 Folge)
- 1996: Picket Fences – Tatort Gartenzaun (Fernsehserie, 1 Folge)
- 1997: Profiler (Fernsehserie, 1 Folge)
- 1998: New York Cops – NYPD Blue (Fernsehserie, 1 Folge)
- 2000: Mein Hund Skip
- 2000: Walker, Texas Ranger (Fernsehserie, 1 Folge)